# Печеське
Пече́ське — село в Україні, у Красилівській міській громаді Хмельницького району Хмельницької області. Населення становить 629 осіб.

## Географія
Село розташоване на правому березі річки Понора.

## Історія
У 1906 році село Кульчинецької волості Старокостянтинівського повіту Волинської губернії. Відстань від повітового міста 25 верст, від волості 3. Дворів 125, мешканців 855.
Колишній орган місцевого самоврядування — Печеська сільська рада.

## Постаті
- Грабарчук Микола Олегович (1996—2017) — солдат Збройних сил України, учасник російсько-української війни.